# نریمان شیری‌فرد
نریمان شیری‌فرد (زاده ۱۳۱۲ کوهدشت – درگذشته ۹ تیر ۱۳۷۵) بازیگر سینما اهل ایران بود. وی پس از مهاجرت به تهران در اواخر دهه ۱۳۳۰ پا به عرصه بازیگری در سینما گذاشت. شیری‌فرد در سال‌های پس از انقلاب هم به فعالیتش ادامه داد و در فیلم‌های چون بانی چاو، شبح کژدم، رانده شده و عقاب‌ها بازی کرد.

## فیلم‌شناسی
1. بانی چاو (۱۳۷۴)
2. رانده شده (۱۳۶۸)
3. عبور (۱۳۶۷)
4. جنگل‌بان (۱۳۶۶)
5. گرفتار (۱۳۶۶)
6. شبح کژدم (۱۳۶۶)
7. دزد و نویسنده (۱۳۶۴)
8. عقاب‌ها (۱۳۶۴)
9. شکار در شب (۱۳۶۳)
10. خیابانی‌ها (۱۳۵۷)
11. لبه تیغ (۱۳۵۷)
12. جای امن (۱۳۵۶)
13. خان نایب (۱۳۵۶)
14. زن (۱۳۵۶)
15. مشکل آقای اعتماد (۱۳۵۶)
16. دایی جان ناپلئون (۱۳۵۵)
17. بیدار در شهر (۱۳۵۵)
18. جایزه (۱۳۵۵)
19. جدال (۱۳۵۵)
20. قاصدک (۱۳۵۵)
21. پاشنه طلا (۱۳۵۴)
22. پلنگ در شب (۱۳۵۴)
23. حسرت (۱۳۵۴)
24. رفیق (۱۳۵۴)
25. زیبای پررو (۱۳۵۴)
26. سارق (۱۳۵۴)
27. کمین (۱۳۵۴)
28. کندو (۱۳۵۴)
29. هدف (۱۳۵۴)
30. همت (۱۳۵۴)
31. هوس (۱۳۵۴)
32. ابرمرد (۱۳۵۳)
33. این دست کجه (۱۳۵۳)
34. ترکمن (۱۳۵۳)
35. دختران بلا، مردان ناقلا (۱۳۵۳)
36. شکست ناپذیر (۱۳۵۳)
37. صلات ظهر (۱۳۵۳)
38. کوثر (۱۳۵۳)
39. ماجراجویان خشن (۱۳۵۳)
40. مسافر (۱۳۵۳)
41. مواظب کلات باش (۱۳۵۳)
42. میرم بابا بخرم (۱۳۵۳)
43. یاور (۱۳۵۳)
44. آقای جاهل (۱۳۵۲)
45. بندری (۱۳۵۲)
46. بیگانه (۱۳۵۲)
47. پریزاد (۱۳۵۲)
48. تنگسیر (۱۳۵۲)
49. تنگنا (۱۳۵۲)
50. در آخرین لحظه (۱۳۵۲)
51. دل خودش می خواد (۱۳۵۲)
52. روسیاه (۱۳۵۲)
53. قربون هرچی خوشگله (۱۳۵۲)
54. کج کلاخان (۱۳۵۲)
55. گرگ بیزار (۱۳۵۲)
56. مروارید (۱۳۵۲)
57. مکافات (۱۳۵۲)
58. ناخدا باخدا (۱۳۵۲)
59. نفرین (۱۳۵۲)
60. صادق کرده (۱۳۵۱)
61. ستارخان (۱۳۵۱)
62. خوشگل محله (۱۳۵۰)
63. شب اعدام (۱۳۴۹)
64. کشتی نوح (۱۳۴۷)
65. یوسف و زلیخا (۱۳۴۷)
66. فراری (۱۳۴۶)
67. گل آقا (۱۳۴۶)
68. از جان گذشتگان (۱۳۴۶)
69. کلید بهشت (۱۳۴۵)
70. فریاد دهکده (۱۳۴۵)
71. سرکش (۱۳۴۳)
72. شکوفه‌های امید (۱۳۴۳)

## ویژگی
نریمان شیری فرد به دلیل فیزیک و چهره خاصی که داشت؛ یکی از بازیگران همیشگی نقش‌های ضدقهرمان به حساب می‌آمده‌است.

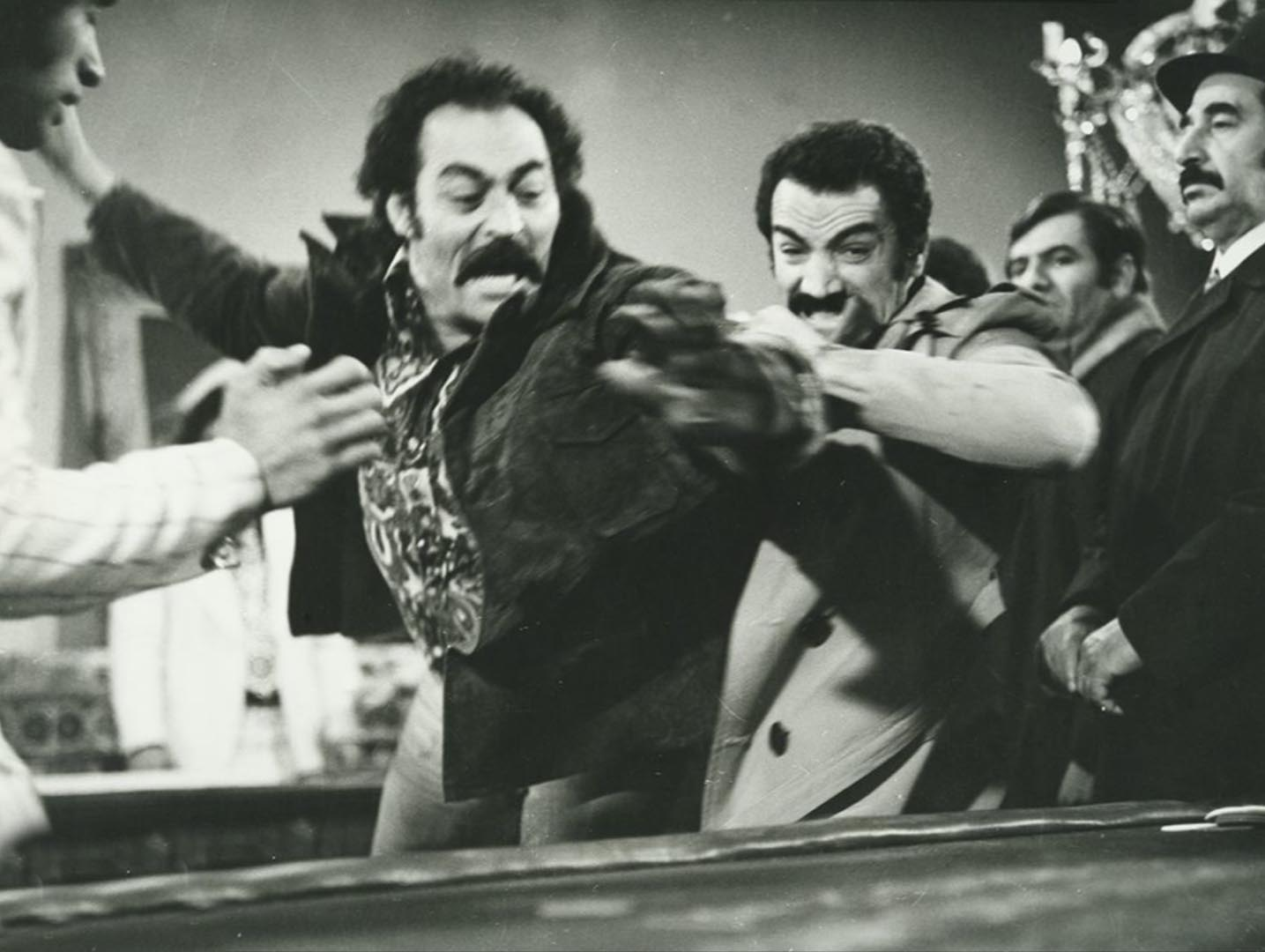
نریمان شیری فرد و سعید راد در فیلم سینمایی هدف

## درگذشت
شیری‌فرد در سال ۱۳۷۵ به دلیل ابتلا به سرطان درگذشت و در قطعه هنرمندان بهشت زهرا به خاک سپرده شد.